# (5750) Kandatai
(5750) Kandatai est un astéroïde de la ceinture principale.

## Description
(5750) Kandatai est un astéroïde de la ceinture principale. Il fut découvert le 11 avril 1991 à Kitami par Atsushi Takahashi et Kazuro Watanabe. Il présente une orbite caractérisée par un demi-grand axe de 2,99 UA, une excentricité de 0,05 et une inclinaison de 9,9° par rapport à l'écliptique.

## Compléments